# Hydrocotyle domingensis
Hydrocotyle domingensis är en växtart i släktet Hydrocotyle och familjen araliaväxter.
Arten är en perenn ört som förekommer i nordvästra Venezuela. Den beskrevs av Mildred Esther Mathias och Lincoln Constance 1975.